# Leucania pinna
Leucania pinna är en fjärilsart som beskrevs av Saalmüller 1891. Leucania pinna ingår i släktet Leucania och familjen nattflyn. Inga underarter finns listade i Catalogue of Life.